# Mukadaga
Mukadaga är ett vattendrag i Burundi.   Det ligger i provinsen Muyinga, i den norra delen av landet, 130 km nordost om huvudstaden Bujumbura.
Omgivningarna runt Mukadaga är en mosaik av jordbruksmark och naturlig växtlighet. Runt Mukadaga är det tätbefolkat, med 383 invånare per kvadratkilometer.